# Elfi della notte

Un'elfa della notte tratta dal filmato introduttivo di World of Warcraft

Gli elfi della notte (in inglese night elves), chiamati nella loro lingua "Kaldorei", sono una razza dell'universo di Warcraft, creato da Blizzard Entertainment.
Introdotti nel videogioco Warcraft III: Reign of Chaos, sono una delle razze giocabili di World of Warcraft. Gli elfi della notte, che riuniscono in sé caratteristiche degli elfi scuri e degli elfi silvani tipici del fantasy, hanno una spiccata caratterizzazione ambientalista e sono diventati una delle razze più popolari della serie, apparendo anche in gran parte del materiale non videoludico relativo al marchio, come romanzi e fumetti.

## Creazione e sviluppo
Gli elfi della notte nacquero abbastanza presto durante la progettazione di Warcraft III: Reign of Chaos: mentre il gruppo stava decidendo se trasformare i nani e gli elfi in fazioni a sé stanti (separandoli dagli umani), uno degli sviluppatori propose di creare invece la fazione degli "elfi scuri"; secondo quanto raccontato da Samwise Didier, il gruppo era scettico all'idea, poiché abituato agli elfi "tipo Legolas", ma si convinse dopo aver visto una concept art molto ben fatta. Non volendo mettere in campo una razza di elfi scuri stereotipati, sul modello dei drow di Dungeons & Dragons, gli elfi della notte vennero ideati mischiando caratteristiche tipiche degli elfi silvani e degli elfi scuri; uno dei loro tratti salienti è l'attenzione e il rispetto verso la natura. Sempre secondo Didier, una razza con queste caratteristiche era fino ad allora inedita, anche nel fantasy.
Va notato che, sebbene siano stati introdotti in Warcraft III, uscito nel 2002, riferimenti agli elfi della notte sono presenti già in due romanzi pubblicati nel 2001: la storia della Guerra degli Antichi viene accennata da Alamorte a Rhonin in Day of the Dragon (qui gli elfi della notte vengono chiamati "dark elves"), e raccontata più estesamente da Medivh a Khadgar ne L'ultimo Guardiano (chiamandoli "kaldorei").
A differenza di altre razze dell'universo di Warcraft, che traggono spunto più o meno evidentemente da una singola cultura del mondo reale, l'ispirazione per l'ambientazione degli elfi della notte arriva da più parti. La loro architettura "moderna", realizzata perlopiù in legno, è di stampo chiaramente orientale, molto simile a quella nipponica o coreana: i cancelli di Darnassus, ad esempio, sono quasi identici al Namdaemun di Seul, mentre i torii, presi a prestito dall'architettura giapponese, compaiono un po' ovunque nei territori elfici. Le rovine elfiche precedenti la Guerra degli Antichi, e anche alcuni templi "moderni" come il Tempio della Luna di Darnassus, sono invece strutture in muratura, caratterizzate da padiglioni circolari, colonne scolpite e fontane monumentali, e sono ispirate all'architettura classica: le cupole e gli archi ricurvi richiamano, in particolare, quella romana. Vi è poi anche una traccia scandinava: l'Albero del Mondo Nordrassil è simile al norreno Yggdrasil non solo nel nome, ma anche nelle sue dimensioni colossali e nel fatto di trovarsi sopra a una fonte magica (il secondo Pozzo dell'Eternità in un caso, la sorgente Hvergelmir nell'altro).
In World of Warcraft anche la cucina degli elfi della notte prende a prestito vari elementi da quella orientale: tra le pietanze e le ricette che vengono fornite da PNG elfi della notte appaiono il kimchi, i mandu e le torte di riso, tutti alimenti tipici della cucina coreana. In misura minore, anche la moda presenta simili riferimenti: tra gli abiti figurano infatti l'hanbok e il dangui, sempre di tradizione coreana.

## Descrizione
(Grom Malogrido, al primo incontro/scontro con delle Sentinelle)

Schema raffigurante l'evoluzione dai troll agli elfi

Gli elfi della notte sono una razza umanoide, caratterizzata da orecchie e sopracciglia molto lunghe; sono agili e atletici, e alti mediamente 2,13 metri. Il colore della pelle può variare tra diverse tonalità di viola e blu, e vira al nero in caso d'imbarazzo. I capelli (e il resto della peluria) possono essere di vari colori tra cui viola, blu, bianco, verde o, raramente, nero; i maschi sfoggiano spesso barba e baffi in acconciature elaborate.
I sensi degli elfi della notte sono molto acuti, e permettono loro di vedere perfettamente anche in condizioni di bassa luminosità. I loro occhi brillano di una luce argentata o dorata, caratteristica data dall'esposizione alla magia del Pozzo dell'Eternità; lo splendore degli occhi può rendere difficile, soprattutto da alcune angolazioni o sotto particolari condizione di luce, distinguere le pupille, che però sono presenti.
Tra gli elfi della notte, gli occhi dorati sono segno di grandi potenzialità druidiche, anche se non necessariamente chi li possiede ha la capacità o l'interesse di diventare un druido; il colore degli occhi può anche cambiare da argentato a dorato dopo un lungo addestramento druidico. Anticamente gli occhi di colore dorato erano molto rari e considerati segno che l'individuo avrebbe fatto grandi cose; il destino di Azshara e Illidan, entrambi nati con questa caratteristica, rivelò ben presto quanto questa teoria fosse falsa.
Un altro segno analogo è la crescita di corna da cervo sulla fronte, anch'esse indizio di un futuro grandioso. Alcuni elfi della notte nascono già con le corna (come Broll Orsomanto), mentre ad altri crescono successivamente (come a Malfurion Grantempesta).
Anche dopo aver perso il dono dell'immortalità, la durata media della vita degli elfi della notte è comunque di diverse migliaia di anni. Dopo il decesso, gli elfi della notte hanno la peculiarità di trasformarsi in fuochi fatui; tuttavia, esistono anche casi di elfi della notte che, dopo la morte, sono diventati fantasmi "normali".

## Storia

### Origini
Gli elfi della notte discendono da un gruppo di troll oscuri che anticamente si stabilì sulle sponde del Pozzo dell'Eternità: mutati dalle energie arcane del Pozzo, questi troll abbandonarono le loro precedenti tradizioni, cominciarono a venerare la dea Elune, che ritenevano fosse legata al Pozzo, e si diedero il nome di "Kaldorei", ossia "figli delle stelle".
Inizialmente, gli elfi svilupparono un profondo legame con il mondo naturale, stringendo anche uno stretto rapporto con alcuni Dei Selvatici di Hyjal, in particolare Cenarius. Col passare del tempo, alcuni elfi concentrarono i loro sforzi sullo studio delle energie provenienti dal Pozzo dell'Eternità, imparando a utilizzarle e diventando abilissimi incantatori, ma al contempo allontanandosi dalla natura: grazie ai loro nuovi poteri arcani, essi divennero la forza motrice della società elfica e le permisero di espandersi a dismisura. Quest'era di sviluppo raggiunse il proprio apice, ma anche la propria fine, durante il regno della regina Azshara: ella fondò la classe nobiliare degli "Alti Nobili" (i "Quel'dorei"), formata dai più abili incantatori, che divenne l'élite dominante della società elfica; sebbene la popolazione disprezzasse gli Alti Nobili per il loro atteggiamento di superiorità, amava invece alla follia la regina, tanto da ribattezzare la capitale del regno da Elun'dris ("l'occhio di Elune") a Zin-Azshari ("la gloria di Azshara"). Sotto Azshara, l'impero degli elfi si estese fino quasi ai confini dell'antico continente di Kalimdor senza riguardo per le altre razze, che venivano viste come inferiori; in particolare i troll, che avevano in precedenza dominato il mondo, finirono relegati ai margini della terra, causando in loro un profondo risentimento verso la razza elfica che non si sarebbe mai più spento.

### La Guerra degli Antichi
Spronati da Azshara, gli Alti Nobili sfruttarono sempre più intensamente la magia del Pozzo e, diecimila anni prima della Prima Guerra, i loro esperimenti attirarono l'attenzione di Sargeras, il signore della Legione Infuocata. Presentandosi come un dio benevolo, Sargeras convinse Azshara e gli Alti Nobili che, se avessero evocato i suoi servitori, avrebbe potuto donare loro poteri inimmaginabili per trasformare Kalimdor in un paradiso ed eliminare "tutte le razze inferiori". Gli Alti Nobili aprirono quindi un portale, permettendo ai demoni di riversarsi su Azeroth: guidate da Archimonde e Mannoroth, con la compiacenza di Azshara e degli Alti Nobili, le forze della Legione si avventarono sulla popolazione elfica, dando inizio alla Guerra degli Antichi. Inoltre, alcuni degli Alti Nobili, fra cui Xavius, principale consigliere di Azshara, vennero trasformati da Sargeras in satiri.
Inizialmente ignari del ruolo di Azshara nel massacro, gli elfi della notte organizzarono una resistenza armata, comandata da Kur'talos Crinocorvo: tra i difensori si distinsero in particolare la sacerdotessa di Elune Tyrande Soffiabrezza e i gemelli Illidan e Malfurion Grantempesta, il primo incantatore, il secondo druido. Nel frattempo, le forze di Azshara stavano tentando di trasformare l'intero Pozzo dell'Eternità in un portale per permettere a Sargeras di giungere su Azeroth. Col progredire della guerra, alcuni Alti Nobili abbandonarono il fianco della regina: un gruppo guidato da Dath'Remar Solealto fuggì dal palazzo di Azshara unendosi alla resistenza, mentre quelli che governavano la città di Suramar sabotarono i piani locali della Legione. Jarod Cantombroso, succeduto a Crinocorvo alla guida della resistenza, riuscì a superare la xenofobia degli elfi e a includere nell'esercito anche altre razze, come i tauren, i terrigeni e i mezzorsi, mentre Tyrande e Malfurion convinsero Cenarius e gli altri Dei Selvatici a combattere al loro fianco: con queste forze combinate la resistenza attaccò Zin-Azshari, subendo gravissime perdite ma permettendo a Malfurion, usando il potere dell'Anima dei Draghi, di spezzare l'incantesimo che gli Alti Nobili stavano tessendo.
L'interruzione improvvisa del sortilegio rispedì tutti i demoni nella Distorsione Fatua, ma causò anche il collasso del Pozzo dell'Eternità: il grande lago di energia magica implose, producendo un cataclisma di proporzioni colossali, poi chiamato "la Separazione", che consumò l'80% della massa di Kalimdor: le acque dell'oceano si riversarono a colmare il vuoto lasciato dall'implosione del Pozzo, formando il Grande Mare, mentre ciò che restava delle terre emerse rimase diviso in vari continenti e isole. Gli Alti Nobili che si trovavano a Zin-Azshari, inclusa la regina, vennero salvati dal Dio Antico N'Zoth che li trasformò in naga; solo pochi altri gruppi di Quel'dorei sopravvissero altrove, come quelli di Suramar (sulle Isole Disperse), di Eldre'Thalas (a Feralas) e di Shandaral (nella Foresta di Cristallo), nonché quelli che si erano uniti alla resistenza.

### Nordrassil e il dopoguerra

Mappa generica della Kalimdor moderna, aggiornata al periodo del Cataclisma; i territori popolati dagli elfi della notte sono tutti quelli settentrionali (in tonalità di verde e blu), con l'eccezione delle isole di Brumazzurra e Brumacremisi; il quartier generale delle Sentinelle si trova invece nel sud, a Feralas

Rifugiatisi sulle pendici del monte Hyjal, gli elfi della notte decisero che la magia arcana non era sicura, e ne proibirono quindi l'uso. Illidan, in disaccordo, usò alcune fiale riempite dell'acqua del Pozzo originale per crearne un secondo, più piccolo, in cima alla montagna: una volta scoperto, venne punito con la prigionia eterna, sotto la sorveglianza di Maiev Cantombroso. Per evitare che la Legione potesse sfruttare il potere del nuovo Pozzo, intervennero tre degli Aspetti Draconici, Alexstrasza, Nozdormu e Ysera: essi fecero crescere un enorme albero, Nordrassil, per coprire il lago, e benedissero lui e gli elfi della notte: tramite l'albero, gli elfi avrebbero ricevuto immortalità, forza e vitalità, e i loro druidi sarebbero stati in grado di viaggiare nel Sogno di Smeraldo a piacimento.
Fatto questo, gli elfi della notte cominciarono a ricostruire una nuova società su ciò che restava del continente di Kalimdor. La sorellanza di Elune, capeggiata da Tyrande Soffiabrezza, era uscita relativamente indenne dal conflitto e riempì quindi il vuoto di potere che si era formato, prendendo le redini sia del governo, sia dell'esercito: quest'ultimo venne sciolto, e al suo posto nacquero le Sentinelle. Contemporaneamente, Malfurion promosse la diffusione del druidismo tra gli elfi, e sorsero diversi ordini druidici.
Nel nuovo mondo non mancavano i nemici, primi fra tutti i satiri, rimasti a Kalimdor dopo la sconfitta della Legione: dopo 700 anni dalla Separazione, essi attaccarono gli elfi nella "Guerra del Satiro". Nelle battaglie, i membri di un ordine druidico eretico che cercava di dominare il potere del Dio Selvatico Goldrinn finivano per perdere il controllo del loro potere, trasformandosi in worgen e scagliandosi su amici e nemici indistintamente; gli altri elfi morsi da questi druidi diventavano worgen a loro volta. Malfurion fondò così il Circolo Cenariano per regolare gli ordini druidici, e imprigionò tutti gli worgen nel Sogno di Smeraldo; liberati da questo problema, gli elfi della notte vinsero la Guerra del Satiro.
Nonostante la magia arcana fosse bandita, e i trasgressori fossero puniti con la morte, gli Alti Nobili non riuscivano a smettere di praticarla, poiché ne erano dipendenti. Quasi quattromila anni dopo la Separazione, essi vennero quindi banditi da Kalimdor; guidati da Dath'Remar Solealto, questi quel'dorei raggiunsero via mare i Regni Orientali, e sarebbero poi divenuti gli alti elfi. Dopo il loro esilio la società elfica conobbe un periodo di pace relativamente lungo, chiamato "la Lunga Veglia": i druidi si dedicarono a risanare le terre contaminate dalla Legione, spendendo periodi sempre più lunghi addormentati nel Sogno di Smeraldo, mentre Tyrande e le Sentinelle pattugliavano il territorio, stringendo rapporti di amicizia con varie creature della foresta.
La Lunga Veglia proseguì ininterrotta per circa seimila anni, quando un'incauta spedizione di druidi risvegliò accidentalmente i qiraji nel tentativo di rinverdire il deserto di Silitus; le orde insettoidi emersero da Ahn'Qiraj per invadere Kalimdor, dando il via alla Guerra delle Sabbie Mutevoli. Un'armata di elfi della notte, guidata da Fandral Elmocervo, riuscì a respingere i qiraji e a rinchiuderli magicamente dentro Ahn'Qiraj con l'aiuto degli stormi dei draghi.

### La Terza Guerra e Teldrassil
Circa mille anni dopo la Guerra delle Sabbie Mutevoli, le Sentinelle scoprirono che degli intrusi si erano stabiliti nella foresta di Valtetra, e ne stavano abbattendo gli alberi: si trattava degli orchi del clan Cantaguerra guidati da Grom Malogrido, in cerca di risorse per stabilire una nuova nazione a Kalimdor. Le Sentinelle passarono subito all'attacco, supportate da Cenarius e da varie creature della foresta, risultando inizialmente in netto vantaggio. Tuttavia diversi demoni erano riusciti a tornare ad Azeroth, fra cui Mannoroth, che fece bere il proprio sangue agli orchi, contaminandoli: così potenziati, i Cantaguerra riuscirono a uccidere Cenarius. Con la sua morte un grande nemico della Legione Infuocata era venuto meno e le forze demoniache, che si erano preparate per anni, invasero Valtetra; Tyrande risvegliò Malfurion e gli altri druidi e, pensando che potesse essere d'aiuto contro i demoni, decise anche di liberare Illidan. Costui in effetti uccise uno dei luogotenenti della Legione, Tichondrius, ma per farlo assorbì il potere del teschio di Gul'dan, diventando egli stesso un demone e venendo per questo esiliato da Malfurion.
La Legione arrivò comunque ad assediare Nordrassil nella battaglia del Monte Hyjal; unendo le forze con i rifugiati dell'Orda e dell'Alleanza giunti dai Regni Orientali, gli elfi della notte rallentarono l'avanzata dei demoni abbastanza da permettere a Malfurion di lanciare un disperato incantesimo per far esplodere gli incantesimi di Nordrassil: l'onda d'urto spazzò via Archimonde e gran parte delle forze della Legione, ma allo stesso tempo, per la prima volta in diecimila anni, privò gli elfi della notte dell'immortalità e degli altri doni ricevuti dagli Aspetti Draconici.
Dopo la guerra Fandral Elmocervo, caduto sotto l'influsso di Xavius, intrappolò Malfurion nel Sogno di Smeraldo e, alla testa del Circolo Cenariano, piantò un nuovo Albero del Mondo, Teldrassil, al largo di Rivafosca, per far riguadagnare agli elfi l'immortalità perduta; poiché non venne benedetto dagli Aspetti Draconici, non solo l'albero non ridonò l'immortalità agli elfi, ma cadde anche ben presto vittima della corruzione dell'Incubo di Smeraldo. Fandral riuscì a nascondere questa contaminazione, e così la nuova capitale elfica, Darnassus, venne fondata tra le fronde dell'albero. Nello stesso periodo, gli elfi della notte entrarono anche a far parte dell'Alleanza, partecipando alle sue campagne di guerra sia ad Azeroth, sia nelle Terre Esterne.
Tempo dopo la fine dei conflitti a Nordania, Tyrande Soffiabrezza apprese la verità su Malfurion, Fandral e Teldrassil, liberando così il primo e facendo imprigionare il secondo; inoltre, Ysera e Alexstrasza accettarono di benedire l'albero, purificandolo e preservandolo dalla corruzione dell'Incubo, ma non essendo stato benedetto da Nozdormu gli elfi della notte rimasero mortali. Nel periodo immediatamente precedente il Cataclisma, alcuni Alti Nobili della fazione degli Shen'dralar, fino ad allora rimasti segregati nelle rovine di Eldre'Thalas (a Feralas), vennero reintegrati nella società elfica, e il divieto di praticare le arti arcane venne rimosso.

### Il Cataclisma
Come gran parte di Azeroth, anche diversi territori degli elfi della notte vennero danneggiati dal Cataclisma o attaccati dalle forze degli Dei Antichi (senzavolto, naga e cultisti del Martello del Crepuscolo); in particolare, la città portuale di Auberdine, a Rivafosca, venne distrutta.
Nello stesso periodo Garrosh Malogrido succedette a Thrall come Capoguerra dell'Orda e attaccò l'Alleanza; diversi territori elfici vennero invasi, incluse Rivafosca, Valtetra e le Vette di Petrartiglio. La guerra fra Orda e Alleanza terminò con l'assedio di Orgrimmar, in cui l'esercito elfico partecipò guidato da Tyrande. Inoltre, gli elfi della notte accorsero in aiuto della popolazione di Gilneas, colpita dalla maledizione degli worgen e sotto attacco da parte dei Reietti: quando il regno venne infine evacuato, i gilneani vennero ospitati nelle terre degli elfi, Darnassus inclusa.

### La Quarta Guerra
Le ostilità tra Orda e Alleanza si riaccesero nuovamente nell'ambito della Quarta Guerra, quando Sylvanas Ventolesto divenne la nuova Capoguerra: durante la "Guerra delle Spine", l'offensiva dell'Orda partita da Orgrimmar invase Valtetra, puntando verso Teldrassil e schiacciando ogni resistenza; l'evacuazione dei territori elfici interessati, soprattutto Teldrassil (dove viveva la maggioranza di elfi della notte), iniziò immediatamente, trasportando i civili a Roccavento via portale. Tuttavia, prima che lo sfollamento potesse essere completato, l'Orda raggiunse le coste settentrionali di Rivafosca e, da lì, Sylvanas diede l'ordine di incendiare Teldrassil con delle macchine d'assedio potenziate magicamente. Il numero di civili morti nel rogo dell'Albero del Mondo (a cui si aggiunge un ammontare nettamente inferiore di vittime a Valtetra e Rivafosca, sia civili, sia soldati) è talmente alto che l'atto è stato definito un genocidio.

## Cultura

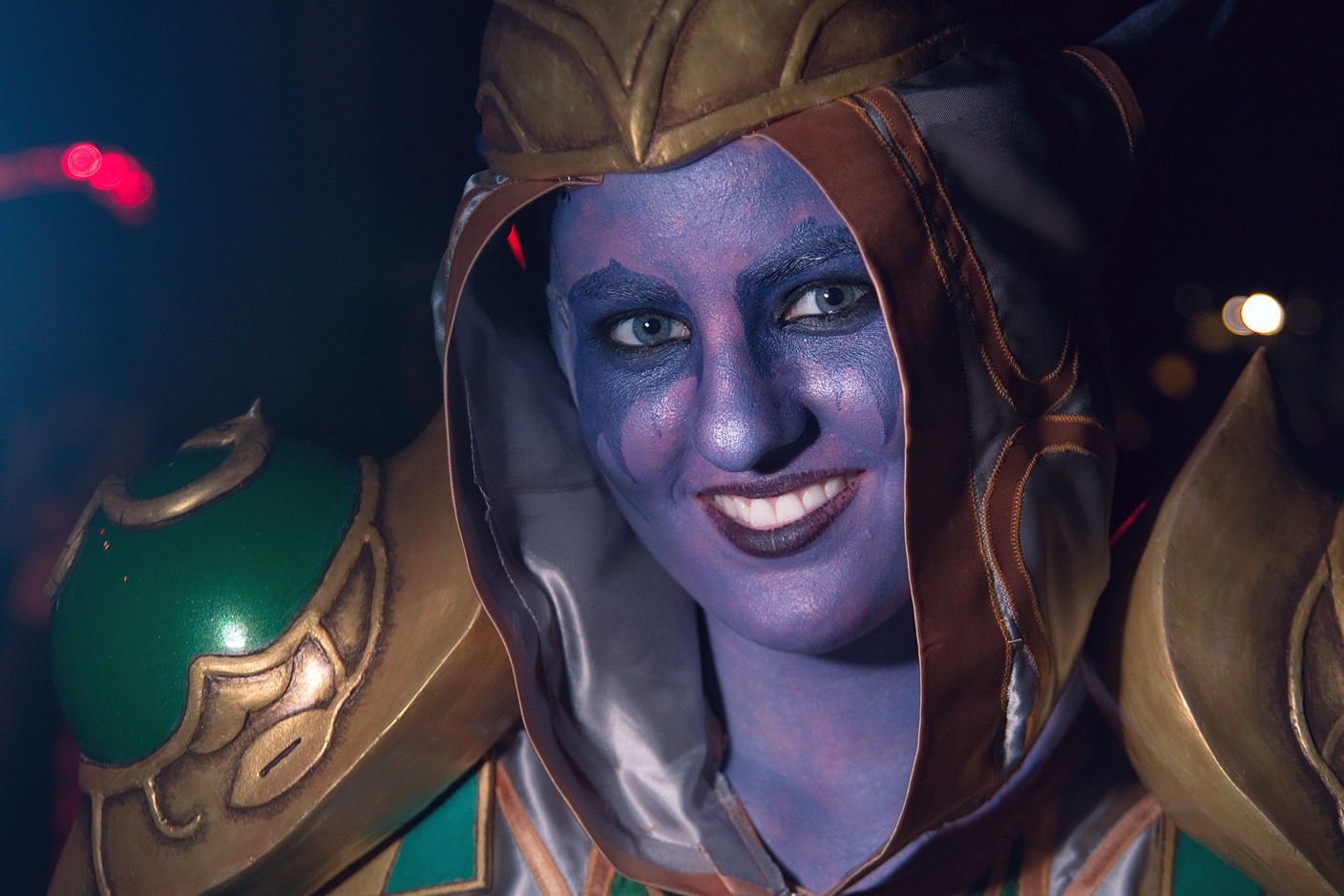
Una cosplayer che interpreta un'elfa della notte alla BlizzCon 2010; sono evidenti i tatuaggi attorno agli occhi tipici delle femmine elfe della notte

Gli elfi della notte parlano il darnassiano (darnassian). Molte femmine elfe della notte hanno dei tatuaggi sul viso: essi possono, in alcuni casi, segnalare un antico rito di passaggio.
Fin dall'antichità, la società degli elfi della notte presentava marcati ruoli di genere, e alcune posizioni erano riservate a membri di un certo genere: ad esempio, solo le donne potevano diventare sacerdotesse, mentre solo gli uomini potevano entrare a far parte delle Guardie della Luna. Dopo la Guerra degli Antichi, molte delle ex Guardie della Luna vennero addestrate come druidi; la stragrande maggioranza dei primi druidi fu quindi composta da uomini, e di conseguenza le arti druidiche furono considerate per lungo tempo appannaggio esclusivamente maschile. Per contro, poiché le nuove forze armate degli elfi della notte, le Sentinelle e le Guardiane, si formarono in seno alla sorellanza di Elune, esse ammettevano solo membri di sesso femminile. Questa regola venne ufficialmente rimossa alcune migliaia di anni dopo la Guerra degli Antichi, un cambiamento che fu tumultuoso: tuttavia, di fatto, la situazione rimase la stessa fino alla fine della Terza Guerra, quando le gravi perdite subite nel conflitto costrinsero la società elfica ad accantonare realmente la divisione fra i ruoli, permettendo agli uomini di accedere all'esercito e al sacerdozio, e alle donne di diventare druide.
Prima della Guerra degli Antichi, la magia arcana svolgeva un ruolo importantissimo nella società elfica ed era venerata, da alcuni elfi della notte, come Elune stessa. Per via del ruolo che essa ebbe nella Guerra, venne in seguito bandita molto severamente, tanto che vigeva la pena di morte per chi era recidivo nel praticarla. La diffidenza degli elfi della notte verso l'arcano rimase stabile nel corso nei millenni, anche parecchi anni dopo essersi uniti all'Alleanza. Il millenario divieto di praticare la magia arcana venne abolito poco prima del Cataclisma, quando Tyrande accettò di reintegrare nella società elfica alcuni Alti Nobili della fazione degli Shen'dralar, e di permettere loro di addestrare degli apprendisti; tuttavia la gran parte della popolazione elfica è ancora profondamente diffidente nei suoi confronti.

### Religione
(Estratto da un'omelia funebre recitata dalla sacerdotessa di Elune Tyrande Soffiabrezza)
La divinità principale degli elfi della notte è Elune; la loro cultura è talmente intrisa del suo culto che Elune-adore ("che Elune sia con te") è un saluto comune non solo fra il clero, ma anche tra il resto della popolazione. I sacerdoti di questa dea sono riuniti nella Sorellanza di Elune, che è l'organizzazione più importante della società elfica. Dalla sua fondazione, la Sorellanza accettava solamente membri di sesso femminile, ma da dopo la Terza Guerra l'accesso è consentito anche ai maschi (sebbene le sacerdotesse restino comunque la maggioranza). I membri della Sorellanza vengono addestrati non solo nelle arti sacerdotali, ma anche nel combattimento e nella tattica, e seguono e assistono l'esercito elfico durante le battaglie; le sacerdotesse possono anche essere poste alla guida di un esercito.
Oltre a Elune, tra gli elfi della notte esiste anche una forma di culto degli antenati, nonché un sentito rispetto, quando non vera e propria venerazione, verso gli Antichi Guardiani, specialmente da parte dei druidi.

### Governo e corpi militari

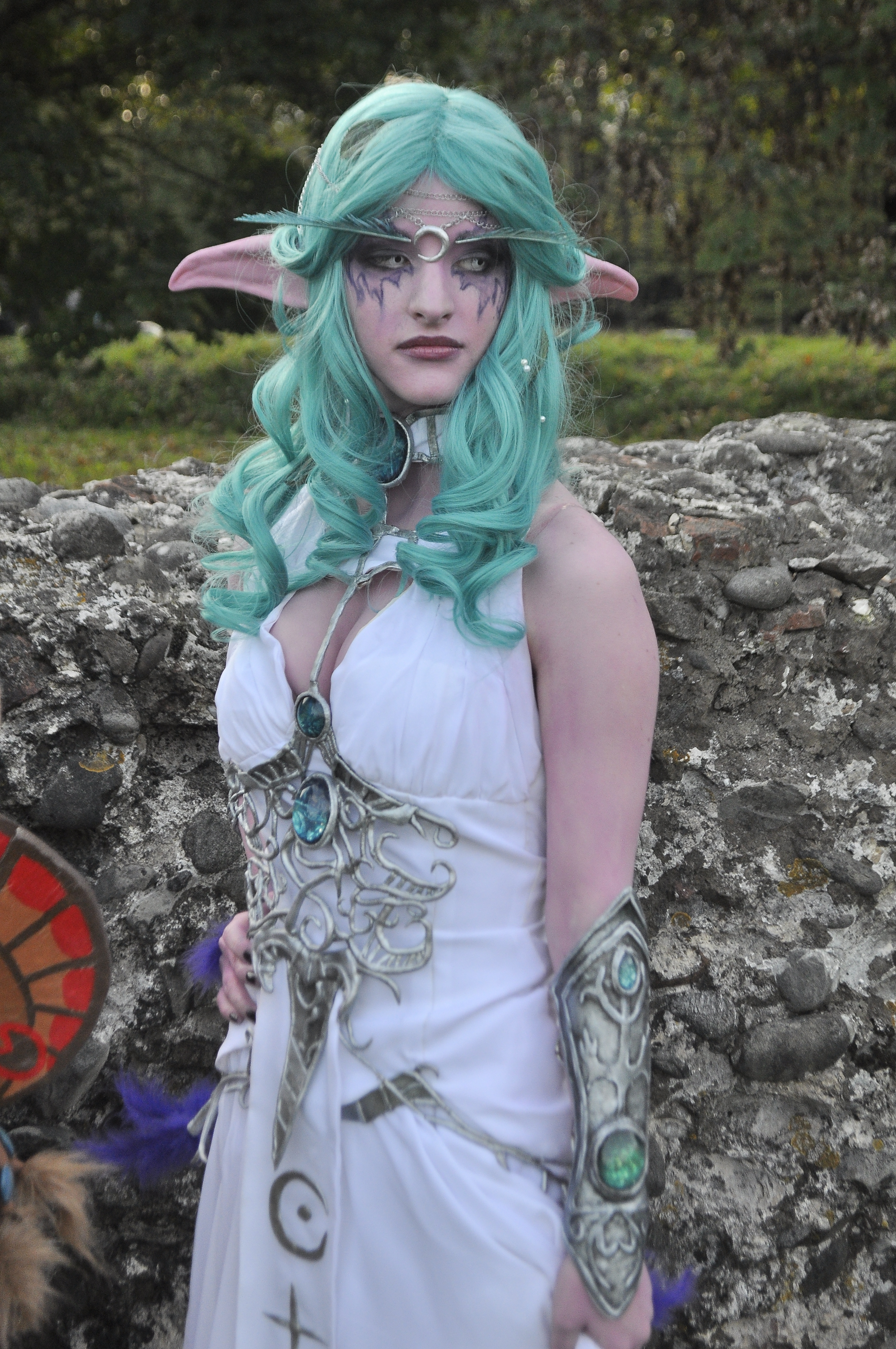
Cosplayer di Tyrande Soffiabrezza al Lucca Comics & Games 2013

Anticamente il governo elfico era una monarchia, con capitale Zin-Azshari. Il popolo era principalmente diviso in due caste: la gente comune e gli Alti Nobili, che costituivano l'élite governante. Dopo la Guerra degli Antichi, la Sorellanza di Elune prese le redini della società elfica, e il governo si trasformò in una teocrazia, guidata da Tyrande Soffiabrezza (che si trova a capo della Sorellanza sin dalle ultime fasi della Guerra degli Antichi). Ella è affiancata nelle decisioni da Malfurion Grantempesta, il quale, in seguito al loro matrimonio nel periodo precedente al Cataclisma, è diventato ufficialmente co-reggente degli elfi della notte. Gli elfi della notte che praticano il druidismo fanno parte di un'organizzazione neutrale, il Circolo Cenariano, che non si intromette nelle scelte governative.
Prima della Guerra degli Antichi gli elfi della notte disponevano di un esercito regolare; esso era affiancato da altri gruppi militari, fra cui le Guardie Lunari, un corpo di incantatori volto alla difesa della capitale Zin-Azshari (esistevano corpi analoghi che proteggevano altre città, ma non erano ufficialmente riconosciuti dal governo). Tuttavia, al tempo della Guerra degli Antichi fare parte dell'esercito era più uno status symbol che un vero impegno di difesa del popolo, e le alte gerarchie erano occupate da nobili perlopiù privi di esperienza; il conflitto ne rese evidente il deterioramento, ed esso venne quindi sciolto dopo la guerra, così come vennero sciolti tutti i gruppi che avevano a che fare con la magia arcana, come le Guardie della Luna (i cui ex membri divennero, in molti casi, druidi).
Da dopo la Guerra degli Antichi gli elfi della notte dispongono di due forze militari, create dalla Sorellanza di Elune: le Sentinelle e le Guardiane. Entrambi i corpi hanno un proprio comandante, che è a sua volta sottomesso al capo del governo elfico. Le Sentinelle costituiscono il vero e proprio esercito degli elfi della notte e hanno come unico scopo la difesa del popolo e dei territori degli elfi della notte; la generale è Shandris Piumaluna. La stragrande maggioranza delle Sentinelle è femmina; l'addestramento è lungo, e aumenta ancora per le guerriere più esperte: nonostante molte guerriere siano cadute durante la Terza Guerra, l'organizzazione conta ancora un buon numero di veterane. Le Guardiane sono invece un corpo militare d'élite di dimensioni molto più ridotte, che si occupa della sorveglianza delle prigioni come anche di dare la caccia ai criminali. Il primo gruppo si formò sotto la guida di Maiev Cantombroso, con lo scopo di sorvegliare la prigione di Illidan, ed era originariamente composto da volontarie della Sorellanza di Elune. Da tempo immemore fra gli elfi della notte è diffuso l'addestramento delle fiere, possenti creature feline che fungono sia da compagne per i cacciatori, sia da cavalcature da battaglia, in special modo per le Sentinelle, costituendo un tassello importante della cultura elfica.

### Rapporti con le altre razze
(Maiev Cantombroso)
Gli elfi della notte sono un popolo schivo, che preferisce l'ambiente naturale alle città e la compagnia dei propri simili rispetto a quella delle altre razze, da cui vengono percepiti come distaccati e solitari; non mancano atti di generosità notevoli, come l'asilo concesso agli worgen di Gilneas, ma sono assai rari.
Sono particolarmente tesi, quando non ostili, i rapporti con le razze che discendono dagli stessi elfi della notte, come i naga o gli elfi del sangue, tanto che gli elfi della notte considerano offensivi addirittura i paragoni tra le rispettive lingue (che sono in effetti imparentate). Le relazioni sono generalmente pessime anche con i troll, i quali odiano gli elfi della notte sin da quando, prima della Guerra degli Antichi, essi li hanno scacciati dai loro territori; i troll sono i progenitori degli elfi della notte, i quali però liquidano questo fatto come una teoria assurda e aberrante, nata solo perché essi non sarebbero in grado di accettare di essere stati sconfitti da una razza diversa dalla propria.
Molti elfi della notte provano inoltre risentimento verso gli orchi, considerandoli responsabili dell'uccisione di Cenarius; anche l'approvvigionamento di legname nelle foreste di Valtetra è stato terreno di scontro tra le due razze. Ciononostante, gli scambi commerciali rimasero aperti, almeno fino a che la battaglia di Angrathar non rovinò i rapporti tra Orda e Alleanza; dopodiché, con l'ascesa di Garrosh Malogrido a Capoguerra, l'Orda riaprì le ostilità per raccogliere risorse nella foresta.

## Apparizioni

### InWarcraft III
In Warcraft III: Reign of Chaos, dove vengono introdotti, gli elfi della notte sono una delle quattro fazioni giocabili, assieme a umani, orchi e non morti; tra le loro unità sono incluse anche creature di altre razze, nello specifico driadi, custodi del boschetto, giganti della montagna, fuochi fatui, alberi arcani, ippogrifi, chimere e draghi immaginari.
Gli elfi della notte differiscono dalle altre fazioni del gioco per molte caratteristiche: lo stile di gioco è incentrato sulla mobilità, sull'attacco a distanza e sul lancio di incantesimi (tanto che sono l'unica fazione la cui unità difensiva di base, l'arciera, attacca a distanza anziché corpo a corpo). Impiegano inoltre alcune meccaniche inedite: ad esempio, necessitano di "intrappolare" una miniera con le radici di un Albero della Vita per poterne estrarre l'oro, operazione che i fuochi fatui effettuano sul posto; anche la legna viene immagazzinata direttamente dagli alberi, che non vengono consumati nel processo. Due terzi delle strutture degli elfi della notte sono alberi arcani; il fuoco fatuo viene consumato nel processo di costruzione dell'albero, che però può attaccare i nemici e anche sradicarsi, spostarsi e rimettere radici in un altro luogo.
Rispetto a quelle delle altre razze, le torri difensive degli elfi della notte (anch'esse alberi arcani) sono più lente e meno efficaci; ciò è compensato dalla capacità degli alberi arcani di spostarsi e di attaccare, nonché dai poteri curativi dei pozzi lunari (strutture il cui scopo primario nel gioco è quello di aumentare la quantità di unità che è possibile addestrare); le unità femminili degli elfi della notte (le arciere, le cacciatrici e gli eroi Sacerdotessa della Luna e Guardiana) possiedono inoltre la capacità di diventare invisibili, stando ferme, durante la notte.

### Negli altri videogiochi
Gli elfi della notte sono una delle razze giocabili in World of Warcraft sin dall'uscita del gioco, per la fazione dell'Alleanza. Essi hanno a disposizione le classi di cacciatore, cacciatore di demoni, cavaliere della morte, druido, guerriero, ladro, mago, monaco e sacerdote, alcune delle quali aggiunte nel corso delle varie espansioni. Tra le abilità innate degli elfi della notte si segnalano la capacità di occultarsi, ereditata da alcune unità di Warcraft III, e quella di trasformarsi in fuochi fatui (più veloci dei fantasmi normali) al momento della morte. Personaggi elfi della notte appaiono nel crossover Heroes of the Storm, in cui sono eroi giocabili Tyrande, Malfurion, Illidan e Maiev, e anche in Hearthstone: Heroes of Warcraft, dove ai quattro precedenti si aggiunge Elise Cercastelle.

### Materiale stampato
Dalla loro uscita, gli elfi della notte compaiono in gran parte dei romanzi, dei fumetti, e del resto del materiale stampato della serie Warcraft. Alcuni racconti in particolare riguardano nello specifico la loro storia, o sono ambientati nella loro società, come ad esempio i romanzi della trilogia della Guerra degli Antichi, Cuore di lupo, Grantempesta e Illidan, e il fumetto La maledizione dei Worgen.

## Accoglienza

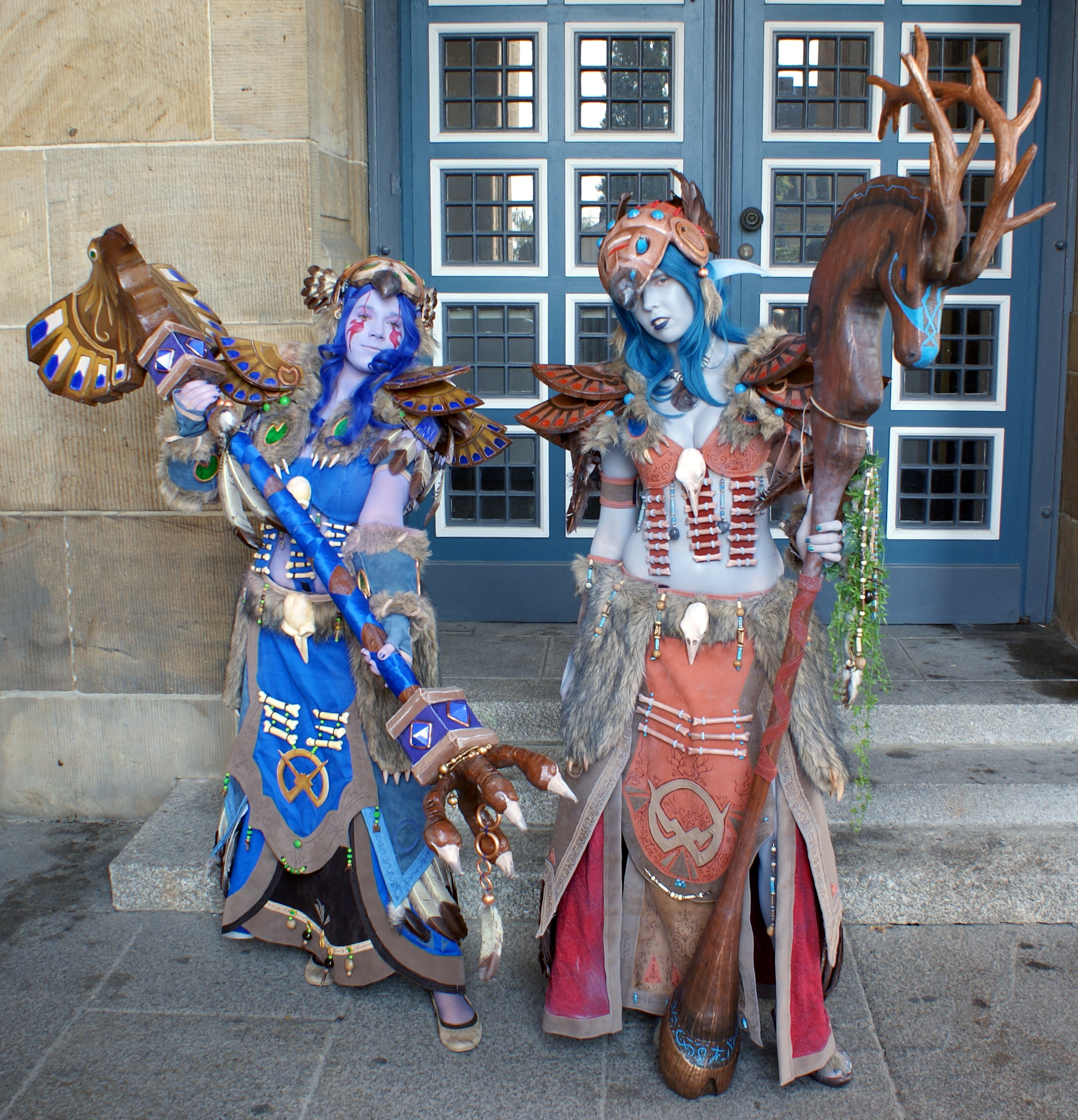
Due cosplayer vestite da druide elfe della notte

Quando vennero introdotti in Warcraft III, gli elfi della notte ricevettero recensioni positive da parte di GameSpot, in relazione alle nuove e interessanti meccaniche inserite con la loro fazione (e quella dei non morti), alcune riprese da StarCraft, altre inedite. Da allora sono divenuti una delle razze simbolo dell'universo di Warcraft, e al 2019 risultavano la terza preferita dai giocatori di World of Warcraft, con l'11,6% del totale, dietro agli elfi del sangue e agli umani; parte di questo successo è dovuto alla caratterizzazione "ambientalista" che gli elfi della notte hanno nel videogioco.
Nel 2007 venne mandata in onda una pubblicità di World of Warcraft, nella quale l'attore Mr. T asseriva di essere un "night elf mohawk"; dopo aver riscosso un certo successo tra i fan, un PNG elfo della notte con le sue fattezze è stato aggiunto nel gioco per un certo periodo e quel tipo di pettinatura è stato reso disponibile per i giocatori elfi della notte.